# Truth Be Told (serie de televisión)
Truth Be Told es una serie de televisión estadounidense de drama basado en la novela Are You Sleeping de Katleen Barber y producida para Apple TV+.  La serie fue creada por Nichelle Tramble Spellman.
El 10 de octubre de 2019, se anunció que la serie fue estrenada el 6 de diciembre de 2019. La segunda temporada se estrenó el 20 de agosto de 2021, y la tercera, el 20 de enero de 2023.

## Sinopsis
Poppy Parnell es una reportera que tiene un podcast sobre crímenes reales, está llamando a investigar el caso del asesino Warren Cave, un joven local al que acusaron de asesinar al padre de dos gemelas idénticas. Pronto, Parnell debe decidir dónde se encuentran las líneas entre culpable e inocente cuando Cave confiesa que fue incriminado.

## Reparto y personajes

### Principales
- Octavia Spencer como Poppy Scoville-Parnell, una reportera de investigación detrás de un exitoso podcast sobre crímenes reales.
- Aaron Paul como Warren Cave, un asesino convicto y sujeto de los pódcast de Poppy.
  - Hunter Doohan como Warren Cave joven.
- Lizzy Caplan como Josie y Lanie Burhman, un par de hermanas gemelas cuyo padre supuestamente fue asesinado por Warren Cave.
- Elizabeth Perkins como Melanie Cave, la madre de Warren.
- Michael Beach como Ingram Rhoades, el esposo de Poppy.
- Mekhi Phifer como Markus Knox, un exdetective y viejo amigo de Poppy.
- Tracie Thoms como Desiree Scoville, la hermana mayor de Poppy.
- Haneefah Wood como Cydie Scoville, la hermana menor de Poppy.
- Ron Cephas Jones como Leander "Shreve" Scoville, el padre de Poppy.

### Secundarios
- Tami Roman como Lillian Scoville, la madrastra de Poppy.
- Rico E. Anderson como Herbie, administra la barra de motociclistas.
- Nic Bishop como Chuck Buhrman, el padre de Josie y Lanie
- Annabella Sciorra como Erin Buhrman, la madre de Josie y Lanie.
- Molly Hagan como Susan Carver, la tía de Josie y Lanie.
- Billy Miller como Alex Dunn, el esposo de Lanie.
- Everleigh McDonell como Ella Dunn, la hija de Lanie.
- Brett Cullen como Owen Cave, el padre de Warren.
- Lyndon Smith
- Katherine LaNasa como Noa Havilland, la productora del podcast de Poppy.

## Producción

### Desarrollo
El 3 de enero de 2018, Apple anunció que estaban desarrollando una serie de televisión basada en la novela Are You Sleeping de Kathleen Barber. La serie fue creada por Nichelle Tramble Spellman, quien también está preparada para escribir y producir de manera ejecutiva la serie. Otros productores ejecutivos incluyen Octavia Spencer a través de Orit Entertainment, Reese Witherspoon y Lauren Neustadter para su compañía  Hello Sunshine, y Peter Chernin, Jenno Topping y Kristen Campo para Chernin Entertainment. Sarah Koenig, creadora del podcast sobre crímenes verdaderos Serial, está a bordo para consultar sobre la serie.

### Casting
Simultáneamente con los informes del desarrollo de la serie, se confirmó que Octavia Spencer ha sido elegida para el papel principal de la serie. En junio de 2018, se anunció que Lizzy Caplan, Aaron Paul, Elizabeth Perkins, Mekhi Phifer, Michael Beach, Tracie Thoms, Haneefah Wood y Ron Cephas Jones se habían unido al elenco principal. Según los informes, Caplan, Paul y Perkins firmaron acuerdos de un año para la serie. En julio de 2018, se informó que Tami Roman y Moon Bloodgood se habían unido al elenco principal y que Nic Bishop, Annabella Sciorra, Molly Hagan, Billy Miller, Brett Cullen y Hunter Doohan aparecerían en papeles recurrentes. En agosto de 2018, se anunció que Lyndon Smith se había unido al elenco de manera recurrente. Además, se informó que Bloodgood había abandonado el papel de Cath Min después de completar la filmación de los primeros cuatro episodios. Se esperaba que el papel fuera refundido y que sus escenas ya filmadas se volvieran a filmar. El 8 de octubre de 2018, se anunció que Katherine LaNasa había sido elegida para reemplazar a Bloodgood, y su personaje Cath Min, en el nuevo papel recurrente de Noa Havilland.

### Rodaje
La fotografía principal de la serie comenzó el 25 de junio de 2018 en Los Ángeles, California. La filmación concluyó el 12 de diciembre de 2018.